# Satamakatu (Tampere)
Satamakatu, est une rue des quartiers de Nalkala et Kaakinmaa à Tampere en Finlande.

## Présentation
Son extrémité orientale est située à Laukontori et son extrémité occidentale à l'intersection avec Mariankatu. 
D'autres rues transversales sont Kuninkaankatu, Näsilinnankatu, Hämeenpuisto, Papinkatu, Koulukatu et Mäntykatu,,.

## Bâtiments
Plusieurs maisons de Satamakatu ont été conçues par des architectes connus.
| N° | Bâtiment                 | Image | Architecte                        | Année     | Réf.   |
| 10 | Laukonkulma              |       | Arthur af Hällström               | 1901      | [ 5 ]  |
| 7  | Immeuble                 |       | Lambert Petterson Heikki Tiitola  | 1892 1907 | [ 6 ]  |
| 8  | Immeuble                 |       | Aarne Sarvela                     | 1933      | [ 7 ]  |
| 11 | École de Pyynikki        |       | Wivi Lönn                         | 1902      | [ 8 ]  |
| 12 | Théâtre des travailleurs |       | Marjatta Jaatinen Martti Jaatinen | 1985      | [ 9 ]  |
| 17 | Ancienne usine           |       | divers                            | 1906      | ,      |
| 19 | École suédoise           |       | August Krook                      | 1902      | [ 12 ] |